# Built to Last (Sick of It All)
Built to Last è il quarto album di studio e secondo (nonché ultimo) album con una major del gruppo hardcore punk statunitense Sick of It All. È stato pubblicato dalla East West Records - una sussidiaria del Warner Music Group - nel febbraio 1997. La Equal Vision Records ha prodotto l'album in LP.
Built to Last ha significato per i Sick of It All oltre un anno di lavoro, con la pre-produzione iniziata alla fine del 1995, e con la registrazione in tre diversi studi, il Normandy Sound di Warren, Rhode Island, dove venne registrato anche il precedente Scratch the Surface, e in due studi in California.

## Tracce
1. Good Lookin' Out – 1:53
2. Built to Last – 2:01
3. Closer – 2:56
4. One Step Ahead – 2:07
5. Us vs. Them – 3:04
6. Laughingstock – 2:42
7. Don't Follow – 2:02
8. Nice – 2:41
9. Busted – 1:37
10. Burn 'em Down – 2:55
11. End the Era – 3:05
12. Chip Away – 2:02
13. Too Late – 2:00
14. Jungle – 8:10

## Formazione
- Lou Koller - voce
- Pete Koller - chitarra
- Craig Setari - basso
- Armand Majidi - batteria
- George Correia - percussioni
- Prodotto da GGGarth e Sick of It All
- Ingegneria del suono di GGGarth e Greg Fidelman